# Zaoziórnoie
Zaoziórnoie (en rus: Заозёрное) és un poble de l'óblast de Sakhalín, a l'Extrem Orient de Rússia, que el 2013 tenia 2 habitants. Pertany al districte de Makàrov.